# Garcinia lateriflora
Garcinia lateriflora är en tvåhjärtbladig växtart som beskrevs av Carl Ludwig von Blume. Garcinia lateriflora ingår i släktet Garcinia och familjen Clusiaceae. Inga underarter finns listade i Catalogue of Life.